# Moreiras (Pereiro de Aguiar)
Moreiras (llamada oficialmente San Xoán de Moreiras) es una parroquia del municipio español de Pereiro de Aguiar, en la provincia de Orense, Galicia. 

## Toponimia
La parroquia también es conocida por el nombre de San Juan de Moreiras.

## Organización territorial
La parroquia está formada por cinco entidades de población, constando cuatro de ellas en el nomenclátor del Instituto Nacional de Estadística español:
- Casanova (A Casanova)
- La Derrasa (A Derrasa)
- Outeiro (O Outeiro)
- Rivela (Ribela)
- San Juan (San Xoán de Moreiras)

## Demografía
| Gráfica de evolución demográfica de Moreiras entre 2000 y 2023 |
|                                                                |
| Datos según el nomenclátor publicado por el INE.               |